# Daniel Lupzig
Daniel Lupzig (* 24. Oktober 1989 in Straubing) ist ein ehemaliger deutscher Eishockeyspieler.

## Karriere
Daniel Lupzig begann seine Karriere beim Deggendorfer SC, für deren Nachwuchsteam er in der Saison 2005/06 in der Junioren-Bayernliga aufs Eis ging. In der folgenden Spielzeit gehörte der Flügelstürmer ebenfalls zum Kader, erhielt aber auch erste Einsätze in deren Herrenmannschaft, den Deggendorf Fire. 2006 gehörte er fest zum Kader der Deggendorf Fire in der Bayernliga, mit dem ihm sofort der Aufstieg in die Oberliga gelang. Die Saison 2007/08 stand ebenfalls im Kader der Oberligamannschaft von Deggendorf Fire. Zudem wurde er mit einer Förderlizenz für die Krefeld Pinguine ausgestattet, für die er jedoch nicht zum Einsatz kam.
Nach einem erfolgreichen Oberligadebüt 2008 folgte ein kurzzeitiger Wechsel während der Saison 2008/09 zum EV Dingolfing in die Bayernliga. Zur Saison 2009/10 sicherte sich Deggendorf Fire erneut die Dienste des Außenangreifers. Im darauffolgenden Jahr folgte der Wechsel zu den Moskitos Essen in die Oberliga West, wo er unter Trainer Jari Pasanen in 43 Saisonspielen 26 Scorerpunkte sammelte. In der Saison 2011/12 gehörte Lupzig der Organisation der Hannover Indians in der 2. Eishockey-Bundesliga an. Zwischen 2012 und 2015 spielte Lupzig für den MEC Halle 04. 
Vor der Saison 2015/16 unterschrieb er einen Vertrag über zwei Jahre bei den Hannover Scorpions. Anschließend unterschrieb er einen Jahresvertrag beim EHC Timmendorfer Strand 06. Nach einer erfolgreichen Saison an der Ostsee unterzeichnete er vor der Saison 2018/19 einen Vertrag bei den Crocodiles Hamburg.
Im März 2020 beendete er seine Karriere, um zukünftig als Mentalcoach und Psychologe für Sportler zu arbeiten.